# Namanga
Namanga este un oraș împărțit între Kenya și Tanzania.